# Astiella delicatula
Astiella delicatula là một loài thực vật có hoa trong họ Thiến thảo. Loài này được Jovet mô tả khoa học đầu tiên năm 1941.